# Ida ou Gnidif
 (décembre 2011).
Si vous disposez d'ouvrages ou d'articles de référence ou si vous connaissez des sites web de qualité traitant du thème abordé ici, merci de compléter l'article en donnant les références utiles à sa vérifiabilité et en les liant à la section « Notes et références ».
Ida ou Gnidif, Ida Ougnidif Idaw Ougnidif ou Id-aw-Gnidif (en chleuh: Id aw Gnidif, en : arabe: إداوكنظيـف) est une tribu berbère chleuh millénaire du Souss au sud du Maroc. Elle constitue aujourd'hui[Quand ?] dans le cadre du découpage administratif du territoire marocain l'une des 20 communes rurales relevant de la province de Chtouka-Aït Baha, wilaya d'Agadir, dans la région de Souss-Massa. 

## Étymologie

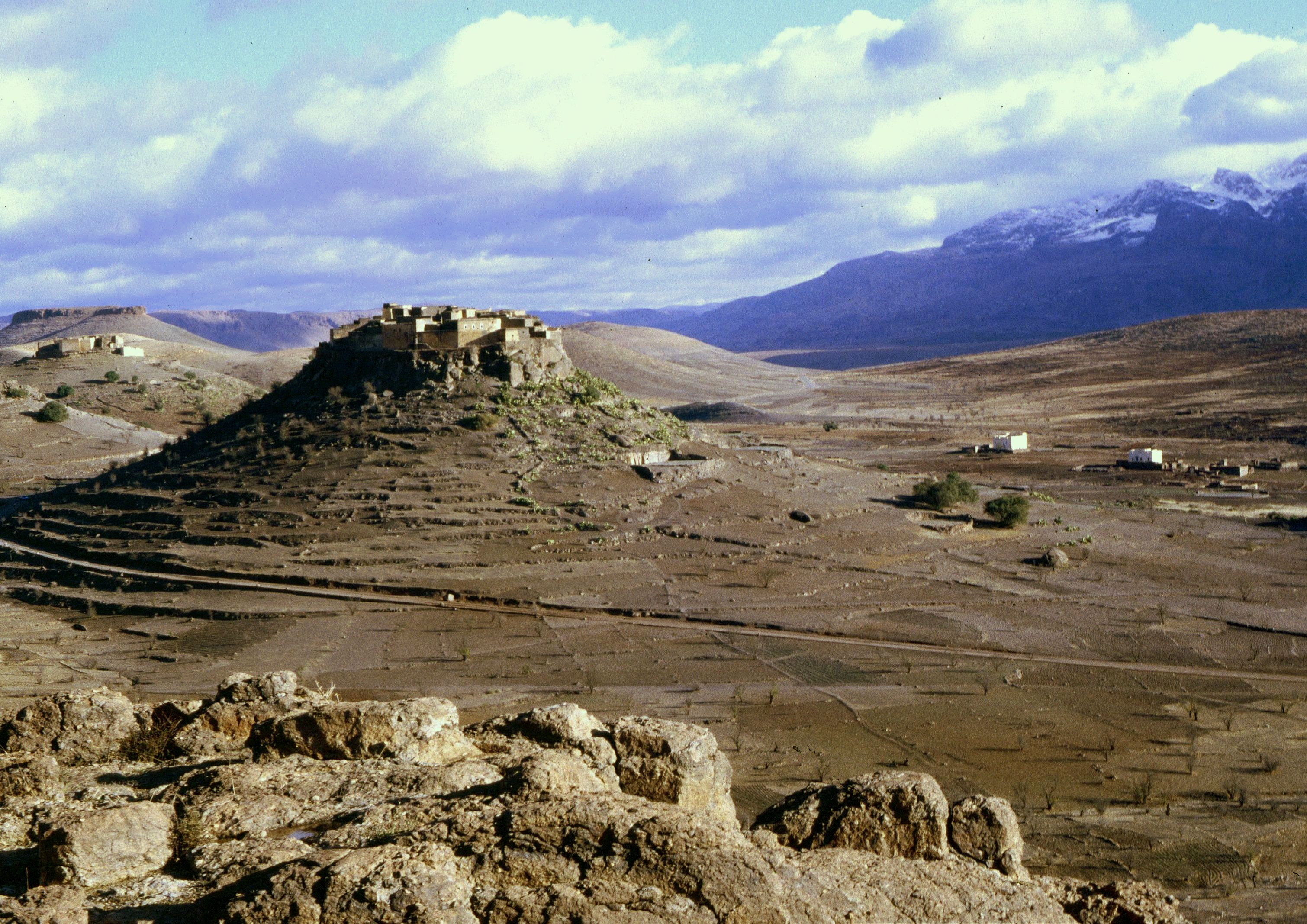
Tizourgane Ida Ougnidif (1986).

« Ida ou Gnidif » est composé du préfixe de pluriel Id aw, qui signifie « fils de » et de l'anthroponyme Ugnidif. En berbère, Id aw Ugnidif signifie donc « les fils d'Agnidif ».
Quant à « Ougnidif », l'explication la plus usitée dans la région est celle un brin péjorative qui y voit la conjonction amphibologique des mots « Iguen » (dormir) et « Idouf » (surveiller) ; autrement dit « Ida Ougnidif » signifierait « Ceux qui surveillent tout en dormant », ce qui est contradictoire en soi et relève plus de l'anecdotique que de l'historique.
Une explication plus pertinente serait liée à l'idée de garde et de veille qui ressort clairement de la composition du nom et qui constitue d'ailleurs une vocation reconnue à la tribu de longue date, en raison notamment de sa position géographique idéale en haute montagne. En effet, il suffit de voir dans le mot composé « Ougnidif » non pas le dérivé « Iguen » mais plutôt le mot « Agwni » qui signifie en Amazigh « le site » pour lever ainsi toute ambiguïté, le sens d'« Idaougnidif » devenant dès lors « les gens du site de veille ou de garde ».

## Histoire et population

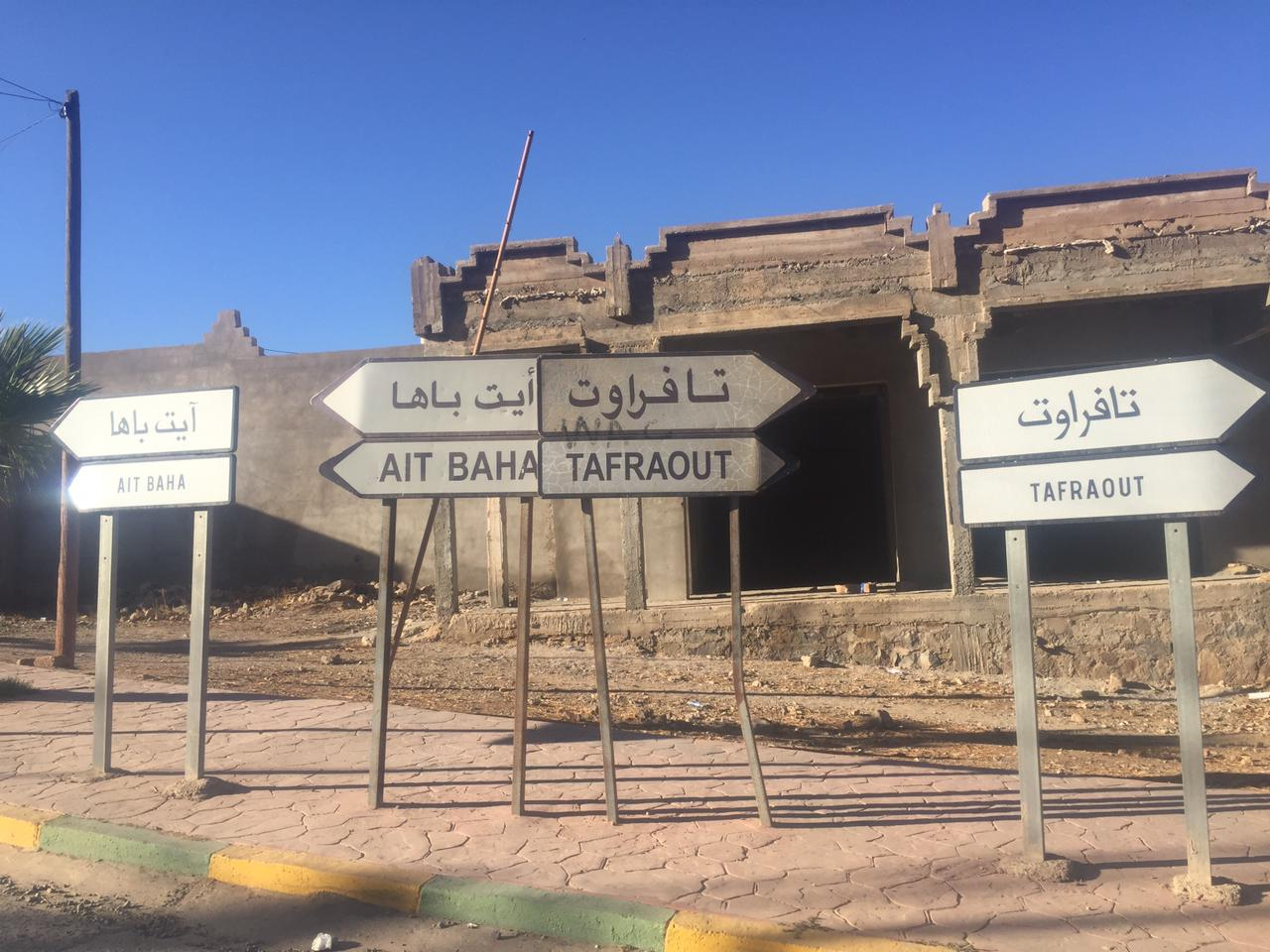
Direction Ait Baha et Tafraout au Khmiss Ida Ougnidif

La tribu des Ida Ougnidif est composée de 65 villages ou douars. Elle compte une population sédentaire de 3 151 personnes, plus environ 5 000 personnes réparties dans les autres villes du pays (selon le recensement national de 2004).
Elle couvre le territoire historique de la tribu des Ida Ougnidif, voisine des tribus des Illalen à l'ouest, des Aït Abdellah au nord, des Aït Toufaout à l'est, et des Aït Souab au sud en montant plus haut vers la montagne de Lekst (Adrar). Elle comprend une partie du territoire montagneux dit Djebel Lekst connu par son point culminant appelé Afa N'Timzgadiwine (pic des Mosquées), et qui est le troisième sommet de l'Anti-Atlas avec plus de 2 350 mètres d'altitude.
L'histoire de la tribu des Ida Ougnidif est très ancienne et remonte à l'Antiquité. La tribu fait probablement partie de la grande confédération tribale des Gétules Autololes signalée par l'historien romain Salluste ainsi que Pline l'Ancien.
Au Moyen Âge la destruction de la ville fortifiée de Tamdoulte Aqqa a eu aussi des répercussions sur toute la région en termes de flux massif de populations fuyant la guerre et qui vont participer à la stabilisation de la configuration tribale de la région telle qu'elle apparait encore aujourd'hui. Politiquement, Idaougnidif a toujours donné la Bey'a aux Sultans du Maroc, mais elle a aussi connu des périodes d'opposition au pouvoir central ayant notamment occasionné la destruction de la ville de Lekst (probablement établie sur le site actuel de Irgh) par les Almohades une première fois, et ensuite l'offensive des Saadiens de Ahmed El Mansour Dahbi en personne en 1580 en raison de l'alliance des Idaougnidif avec la confédération des Idaoultit chef-lieu de la future Imarat de Tazeroualt dans le cadre du Leff[Quoi ?] de Tagouzoult.
Par ailleurs, et à l'instar des autres régions du royaume, Idagounidif a payé son tribut pour l'indépendance du pays sous protectorat français de 1912 à 1956 ; une stèle commémorative érigée au lieu-dit Ljamâa Akdim, témoigne à cet effet de l'attaque de l'aviation française en 1934, et des sacrifices consentis par les siens; qui auront participé aux diverses batailles livrées contre les troupes coloniales françaises dans la région mais aussi par le biais des réseaux de résistance à travers le pays.
Idaougnidif est aussi connue par ses greniers collectifs multiséculaires, les fameux Igoudars (sing. Agadir), tels ceux de Sidi yaacoub, Imhilen et Guemzt ; en plus de la Casbah de Tizourgane classée patrimoine national. Les Igoudars au-delà de leur valeur historique et esthétique d'un point de vue architectural, sont surtout le révélateur d'une civilisation originale, et d'un mode d'organisation socio-politique et socio-juridique efficace et unique au monde. Ce mode d'organisation est au fond le fruit de la rencontre du génie berbère et de la religion islamique et s'est exprimé aussi bien dans l'architecture que dans l'adaptation des impératifs du droit musulman aux réalités locales donnant lieu à un droit coutumier berbère respectueux autant de la tradition islamique orthodoxe que de la culture berbère local.
Cette synthèse s'est exprimée à travers l'usage des Louhs, véritables recueils de lois dont l'application est conférée à des Jemaas démocratiquement élus et qui vont déléguer le pouvoir exécutif à des personnalités cooptées appelées Inflass (Sing. Anflous) à leur tête est désigné un Amghar sorte de chef de l'exécutif. Pour mémoire l'État marocain post-indépendance a plus ou moins maintenu l'institution de l'Amghar. Ainsi Idaougnidif a encore aujourd'hui un Amghar pour la zone Afayad et un autre pour la zone d'Assifad.
Idaougnidif est aussi connue par le Moussem annuel du saint patron des Ida ougnidif, Sidi Messaoud Afoullous, qui se tient au début du mois d'octobre de chaque année, un des chérifs descendant de Sidi Messaoud Ou Brahim dont le tombeau est à Azgour, Toudma. Il s'agit de chorfas ayant fui, lors de la persécution des Idrissides par Moussa ben Abi El Afiya, de la ville de Fès, capitale du royaume fondé par Moulay Idris au cours du VIIIe siècle.

## Commune rurale et tissu associatif
La Commune rurale d'Ida Ougnidif est présidée par M. Moulay Messaoud Agnaou élu une première fois aux élections communales de 2009 sous les couleurs du Parti de l'Istiqlal, et réélu pour un second mandat en 2015 mais cette fois sous les couleurs du PAM(Parti Authenticité et modernité).

## Liste des villages
Les 66 villages qui composent la commune sont les suivants :
- Khmis Ida Ougnidif
- Amezkhsane
- Ifoulloussen
- Tigemmi Ouaf
- Adarnou
- Tiguissas
- Aït Benaal
- Tioulite
- Aït Taleb
- Tamjlouchte
- Aït Sahnoun
- Tassila Oumezkhsane
- Aguerd Imoula
- Tamaïlt
- Tifraden
- Asseghrkiss
- Tagadirt Ayoufiss
- Tasguinte
- Ayoufiss
- Doudad
- Asseldrar
- Izouguayen
- Aït Boulhaj
- Iâadlane
- Tahguate
- Ifghel
- Taourirt n'Boumouss
- Tabnanate
- Tizourgane
- Tassila n'Tabnanate
- Touchent
- Tizirt
- Imhilen
- Sidi Yaâcoub
- Aït El Aalim
- Tinbikidouw
- Taferbiounte
- Igdamen
- Ikiouden
- Imouchiwen
- Aït Oumzil
- Aït Oubraim
- Talat Mouss
- Timghour
- Aït Ouikhter
- Iwal
- Aguerd n'Tzek
- Talgzaoute
- Aït Benaïss
- Tazka
- Tarikit
- Taourirte y'Irgh
- Taghzoute
- Ouitwourouyne
- Aït Timezguid (Ayt Timezgid)
- Imi Ouglagual
- Ighir Ifrane
- Izaârine
- Darwamane
- Guemzt
- Tighza
- Aït Boust
- Afrada
- Aoudide
- Tifghelt Ifrekhssen